# Katastrofa lotu Turkish Airlines 301
Katastrofa lotu Turkish Airlines 301 – katastrofa lotnicza, która wydarzyła się 26 stycznia 1974 roku na terenie portu lotniczego w Izmirze. Fokker F28 linii Turkish Airlines rozbił się tuż po starcie. Z 73 osób znajdujących się na pokładzie 66 zginęło.

## Przebieg wypadku
O 7:30 samolot oderwał się od pasa startowego nr 35, jednak na wysokości 8–10 metrów przestał się wznosić i nagle gwałtownie skręcił w lewo. Uderzył w rów melioracyjny i stanął w płomieniach. Śledztwo wykazało, że bezpośrednią przyczyną katastrofy był błąd pilota, który zdecydował się nie odladzać skrzydeł przed startem. To spowodowało przeciągnięcie i utratę kontroli.